# Rachelle de Jong
Rachelle de Jong (ur. 30 kwietnia 1979 w Nanaimo) – kanadyjska wioślarka.

## Osiągnięcia
- Mistrzostwa Świata – Sewilla 2002 – czwórka bez sternika – 2. miejsce[1].
- Mistrzostwa Świata – Sewilla 2002 – ósemka – 6. miejsce[1].
- Mistrzostwa Świata – Mediolan 2003 – czwórka bez sternika – 4. miejsce[1].
- Mistrzostwa Świata – Eton 2006 – czwórka podwójna – 7. miejsce[1].
- Mistrzostwa Świata – Monachium 2007 – czwórka podwójna – 5. miejsce[1].
- Igrzyska Olimpijskie – Pekin 2008 – czwórka podwójna – 8. miejsce[1].